# Tyrannus crassirostris
El tirano piquigrueso (Tyrannus crassirostris), también denominado tirano pico grueso (en México) o pitirre de pico grueso, es una especie de ave paseriforme de la familia Tyrannidae perteneciente al género Tyrannus. Es nativo del suroeste de América del Norte. 

## Distribución y hábitat
Anida en una franja que va desde el sureste de Arizona, el extremo suroeste de Nuevo México, en los Estados Unidos y el norte de Sonora en México (el Archipiélago Madrense) hacia el sur por la costa occidental de México; es un ave migratoria parcial de corta distancia, algunas poblaciones llegan hasta el extremo sur de México y raramente hasta el oeste de Guatemala en los inviernos boreales.
Esta especie es conspicua en sus hábitats naturales: los bosques en galería y los bordes de bosques caducifolios tropicales, desde el nivel del mar hasta los 1850 metro de altitud, hasta los 2000 m en el oeste de México. Durante la temporada reproductiva en Arizona prefiere áreas con árboles altos como el sicómoro de Arizona (Platanus wrightii) y/o álamo de Fremont (Populus fremontii).

## Descripción
Mide alrededor de 24 cm de longitud. Los adultos tienen las partes superiores de color pardo verdoso oscuro y las partes las partes inferiores blancas a excepción del vientre cuyo color oscila entre el amarillo claro y el blanquecino. Su larga cola es de color pardo o negro. Tienen una lista blanquecina o amarilla clara en la parte superior de la cabeza pero que normalmente no es visible. Su pico es bastante más grande y fuerte que el de los demás miembros del grupo, rasgo que le da nombre, y le hace ser uno de los tiranos que se distinguen con mayor facilidad.

## Comportamiento
Se alimentan principalmente de insectos que capturan al vuelo tras otearlos desde las ramas de los árboles.
La mayoría de las poblaciones de esta especie son sedentarias, aunque las aves que crían en Estados Unidos suelen desplazarse hacia el sur en invierno.

## Sistemática

### Descripción original
La especie T. crassirostris fue descrita por primera vez por el naturalista británico William Swainson en 1826 bajo el mismo nombre científico; su localidad tipo es: « Acapulco, Guerrero, México».

### Etimología
El nombre genérico masculino «Tyrannus» proviene del nombre específico Lanius tyrannus, cuyo epíteto en latín significa ‘tirano’, ‘déspota’, ‘dictador’; y el nombre de la especie «crassirostris», se compone de las palabras del latín «crassus» que significa ‘grueso’, ‘pesado’, y «rostris» que significa ‘de pico’.

### Taxonomía
Las diferencias entre las dos subespecies son mínimas y tal vez sería mejor sinonimizarlas.

### Subespecies
Según las clasificaciones del Congreso Ornitológico Internacional (IOC) y Clements Checklist/eBird se reconocen dos subespecies, con su correspondiente distribución geográfica:
- Tyrannus crassirostris pompalis Bangs & J.L. Peters, 1928 – sur de Estados Unidos (extremo sureste de Arizona, extremo suroeste de Nuevo México y oeste de México (pendiente del Pacífico desde el norte de Sonora, oeste de Chihuahua, Sinaloa  y oeste de Durango al sur hasta Colima).
- Tyrannus crassirostris crassirostris Swainson, 1826 – suroeste de México (Guerrero, Morelos, sur de Puebla, oeste y centro de Oaxaca); en los inviernos al sur hasta Chiapas, raramente hasta el oeste de Guatemala.